# Río Bolshaya Víshera
El río Bolshaya Víshera (del ruso: Большая Вишера) es un río del óblast de Nóvgorod, en Rusia.
Nace en los pantanos cercanos a Krutik, en el raión de Málaya Víshera. Tiene un tortuoso curso de 41 km de longitud. Al reunirse con el río Málaya Víshera forma el Víshera. Sus orillas están por lo general cubiertas de arbustos.
A orillas del río se encuentran las localidades de Bolshaya Víshera, estación del ferrocarril Oktiabrskaya, así como las aldeas de Luga y Nekrasovo.